# كيا سيفيا
أنتجت سيارة كيا سيفيا   قتل في المعركة Sephia' منذ سنة 1992 إلى سنة 2003. وقد صنعت ضمن جيلين. انتهى إنتاج الأول في سنة 1997 وبدا وقتها إنتاج الجيل الثاني.

كانت مزودة بعدد ثلاثة محركات من شركة مازداوكلها كانت من أربع اسطوانات متتالية بشكل مستقيم، منها:
- 1.5 ليتر بقوة 79 حصان
- 1.6 ليتر بقوة 105 حصان
- 1.8 ليتر بقوة 122 حصان

استبدلت سنة 2000 بسيارة كيا سبكترا Kia Spectra
وهي الآن مواجدة بكثره في الأردن ومصر